# حزمة سبينور
في الهندسة التفاضلية ، بالنظر إلى بنية الدوران على {\displaystyle n} مشعب ريماني الأبعاد قابل للتوجيه {\displaystyle (M,g),\,} واحد يعرف حزمة السبينور Spinor bundle على أنها حزمة ناقلات معقدة {\displaystyle \pi _{\mathbf {S} }\colon {\mathbf {S} }\to M\,} المرتبطة بالحزمة الرئيسية المقابلة {\displaystyle \pi _{\mathbf {P} }\colon {\mathbf {P} }\to M\,} من مدارات الذرة تدور {\displaystyle M} وتمثيل الدوران لمجموعة هيكلها {\displaystyle {\mathrm {Spin} }(n)\,} على مساحة السبينور {\displaystyle \Delta _{n}} .
قسم من حزمة السبينور {\displaystyle {\mathbf {S} }\,} يسمى حقل السبينور .

## التعريف الرسمي
يترك {\displaystyle ({\mathbf {P} },F_{\mathbf {P} })} تكون عبارة عن بنية دورانية على مشعب ريماني {\displaystyle (M,g),\,} أي يعمل على رفع متساوي لحزمة الإطار المتعامد الموجهة {\displaystyle \mathrm {F} _{SO}(M)\to M} فيما يتعلق بالغطاء المزدوج {\displaystyle \rho \colon {\mathrm {Spin} }(n)\to {\mathrm {SO} }(n)} من المجموعة المتعامدة الخاصة بواسطة مجموعة الدوران .
حزمة السبينور {\displaystyle {\mathbf {S} }\,} تُعرَّف  على أنها حزمة متجهية معقدة
{\displaystyle {\mathbf {S} }={\mathbf {P} }\times _{\kappa }\Delta _{n}\,}
الارتباط بهيكل الدوران {\displaystyle {\mathbf {P} }} عبر تمثيل الدوران {\displaystyle \kappa \colon {\mathrm {Spin} }(n)\to {\mathrm {U} }(\Delta _{n}),\,} أينما {\displaystyle {\mathrm {U} }({\mathbf {W} })\,} يشير إلى مجموعة المشغلين الوحدويين الذين يعملون في مساحة هيلبرت {\displaystyle {\mathbf {W} }.\,} من الجدير بالذكر أن تمثيل الدوران {\displaystyle \kappa } هو تمثيل مخلص وموحد للمجموعة {\displaystyle {\mathrm {Spin} }(n)} . 

## الملاحظات
1. ↑  Friedrich، Thomas (2000)، Dirac Operators in Riemannian Geometry، جمعية الرياضيات الأمريكية، ISBN:978-0-8218-2055-1 page 53
2. ↑  Friedrich، Thomas (2000)، Dirac Operators in Riemannian Geometry، جمعية الرياضيات الأمريكية، ISBN:978-0-8218-2055-1 pages 20 and 24

## قرائات متعمقة
- Lawson، H. Blaine؛ Michelsohn، Marie-Louise (1989). Spin Geometry. دار نشر جامعة برنستون. ISBN:978-0-691-08542-5.
- Friedrich، Thomas (2000)، Dirac Operators in Riemannian Geometry، جمعية الرياضيات الأمريكية، ISBN:978-0-8218-2055-1